# カート・ベイヤー
カート・ベイヤー（Kurt Beyer、本名：同じ、1960年9月23日 - ）は、ニューヨーク州バッファロー出身のプロレスラー。

## 来歴
日本でも馴染みのある、親日家のザ・デストロイヤーの長男、中学、高校と日本で学校に通い、卒業後ザ・デイリー・ヨミウリの編集に携わる、一時帰国しこのころから父の道場などでレスラーとしてトレーニングを始める（このころすでにローカル団体でデビューを果たす）、1992年5月に父とともに来日し正式に全日本プロレスの練習生となり、半年のトレーニングを経て、下関体育館で井上雅央戦でデビュー。1993年7月28日の日本武道館の父の引退試合では父、ジャイアント馬場と組んだ。その後も1年ほどシリーズに出ていたが全日を離れ、日本でインターネット事業を立ち上げる。
帰国後、仕事をしながらインディ団体にスポット参戦している。
2011年8月27日日本武道館「ALL TOGETHER 東日本大震災復興支援チャリティープロレス」の第6試合のデストロイヤー杯争奪 ALL TOGETHER スペシャルバトルロイヤルの立会人を務める父とともに来日し記者会見に同席した。

## 得意技
- 足4の字固め
- フィッシャーマンズ・スープレックス
- プランチャ

## 獲得タイトル
- IAW・TV王座